# Underworld
Underworld — британская электронная группа, основанная Карлом Хайдом и Риком Смитом.

## История
Хайд и Смит, студенты Художественного Университета Кардиффа (Уэльс), основали коллектив в конце 1970-х. Карл окончил факультет живописи, Рик изучал электронику и электротехнику. Общению способствовали соседство по общежитию и совместная работа в близлежащем заведении, где Карл готовил десерты и салаты, а Рик мыл посуду. Небольшой ресторан, выдержанный в хард-рок стиле, служил местом частых сборов студентов и начинающих музыкантов, многие из которых приходились Рику и Карлу приятелями. Учитывая невысокий уровень доходов последних, Хайд и Смит часто подкармливали их с чёрного хода кухни. Сложно сказать, это ли послужило причиной увольнения ребят, но вскоре Карл и Рик остались без работы. Оставив работу в закусочной, они решили искать известность в мире музыки: Хайд, по приглашению Смита, присоединился к группе «Screen Gemz».

### The Screen Gemz
Лидером группы был Карл Хайд: он задал направление, в котором развивался коллектив, был автором песен, он же стал автором обложки единственного сингла «Screen Gemz».
Стиль группы представлял собой смесь звуков Kraftwerk и регги.
Однако подобное сотрудничество получилось недолгим. Потратив на музыку год и не получив даже намёка на ожидаемую славу и признание, Смит решил, что шоу-бизнес не для него, и покинул группу. Сейчас он вспоминает: «Когда я присоединился к Screen Gemz, я искренне думал, что это была лучшая группа в мире: они давали концерты, а их сингл играл в шоу Джона Пила. В тот момент я считал, что настало мое время и сейчас всё наконец случится. Но реальность оказалась куда как более жестокой — до этого мне никогда не приходилось два месяца подряд жить в прицепном вагоне и по полдня трястись во время изнурительных переездов. Это было как усмешка. Через двенадцать месяцев я покинул группу. По-моему, все это было слишком сумасшедшим».
Группа «The Screen Gemz» просуществовала без малого три года (в период с 1981 по 1983 гг.), выпустила единственный сингл «I Just Can't Stand Cars: Teenage Teenage».

### Freur
Рик Смит вскоре присоединился к новому проекту Карла Хайда — группе «Freur».  В обновлённый состав входили басист Альф Томас, барабанщик Брин Берроуз и клавишник Джон Уорвикер. Группа подписала контракт со студией CBS Records и выпустила альбом «Doot-Doot» (1983), распалась в 1986 году. Последним выпущенным альбомом стал «Get Us Out of Here» (1985).

### Underworld MK1
В 1987 году Хайд, Смит, Томас, Берроуз и басист Баз Аллен сформировали группу «Underworld», названную в честь одноимённого фильма ужасов, снятого по сценарию Клайва Баркера и Джеймса Кэплина. Сотрудничая со студией Sire Records выпустили альбомы «Underneath the Radar» (1988), «Change the Weather» (1989). Группа, получившая название «Underworld Mk1», распалась в 1990 году.

### Участие в церемонии открытия Олимпийских Игр в Лондоне в 2012 году
В декабре 2011 года, Underworld были выбраны для церемонии открытия летних Олимпийских игр 2012, таким образом продолжилось их сотрудничество с режиссёром и директором церемонии Дэнни Бойлом. Группа также написала два оригинальных трека для церемонии открытия "And I Will Kiss" (ft. Dame Evelyn Glennie w. The Pandemonium Drummers) и "Caliban's Dream" в сотрудничестве с хором Dockhead, Dame Evelyn Glennie, Only Men Aloud, Elizabeth Roberts, Esme Smith и Alex Trimble. Underworld написала в общей сложности 11 из 36 треков для главного саундтрека церемонии открытия Олимпиады "Isles of Wonder".

## Состав
Действующие члены
- Карл Хайд — гитара, вокал, тексты (1986— по сей день)
- Рик Смит   — программист: компьютеры, клавиши (1986— по сей день)

Бывшие участники
- Брин Берроуз — ударные (1987—1988)
- Баз Ален — ударные (1986—1990)
- Альф Томас  — бас-гитарист, клавишник (1986—1990)
- Даррен Эмерсон — клавишник (1991—2001)
- Даррен Прайс  — клавишник (2004— 2016)

## Дискография

### Альбомы
- 1988 — Underneath The Radar
- 1989 — Change The Weather
- 1994 — Dubnobasswithmyheadman
- 1996 — Second Toughest In The Infants
- 1998 — Beaucoup Fish
- 2000 — Everything, Everything
- 2002 — A Hundred Days Off
- 2007 — Oblivion With Bells
- 2010 — Barking
- 2016 — Barbara Barbara, we face a shining future[5]

### Синглы
- 1988 — Glory! Glory!
- 1988 — I Need A Doctor
- 1988 — Pray
- 1988 — Show Some Emotion
- 1988 — Underneath The Radar
- 1989 — Change The Weather
- 1989 — Stand Up
- 1989 — Thrash
- 1992 — Mother Earth / The Hump
- 1993 — Mmm… Skyscraper I Love You
- 1993 — Rez / Why, Why, Why
- 1993 — Spikee / Dogman Go Woof
- 1994 — Cowgirl
- 1994 — Dark & Long
- 1994 — Dirty Epic
- 1994 — Dirty Epic / Cowgirl
- 1994 — Rez / Cowgirl
- 1995 — Born Slippy
- 1996 — Born Slippy / Rez
- 1996 — Pearl’s Girl
- 1996 — Pearl’s Girl / Rowla
- 1996 — Rowla / Deep Pan
- 1996 — Rowla / Juanita
- 1996 — Tin There / Musique [Underworld / Daft Punk]
- 1997 — Juanita
- 1997 — Midnight In A Perfect World / Pearl’s Girl [DJ Shadow / Underworld]
- 1997 — Moaner
- 1998 — Beacoup Fish (Sampler)
- 1998 — Push Upstairs
- 1999 — Bruce Lee
- 1999 — Jumbo
- 1999 — Jumbo / King Of Snake
- 1999 — King Of Snake
- 1999 — King Of Snake (Remixes)
- 2000 — Cowgirl
- 2000 — Two Months Off
- 2002 — A Hundred Days Off
- 2002 — Dinosaur Adventure 3D
- 2002 — Two Months Off
- 2003 — Born Slippy Nuxx
- 2005 — JAL To Tokyo
- 2005 — Live In Tokyo 25th November 2005
- 2005 — Lovely Broken Thing
- 2005 — Pizza For Eggs
- 2006 — I’m A Big Sister, And I’m A Girl, And I’m A Princess And This Is My Horse
- 2006 — JAL To Tokyo / Play Pig (Remixes)
- 2006 — Peggy Sussed
- 2006 — Peggy Sussed / Vanilla Monkey / Lenny Penne (Remixes)
- 2006 — Play Pig
- 2006 — Riverrun Remix Sampler
- 2006 — The Misterons Mix
- 2006 — The Riverrun Series
- 2006 — Vanilla Monkey
- 2007 — Beautiful Burnout
- 2007 — Boy, Boy, Boy
- 2007 — Crocodile
- 2007 — Damaging Consent EP [The Micronauts / Underworld]
- 2008 — 020202
- 2008 — Holding The Moth
- 2008 — Lenny Penne (High Society Mix)
- 2008 — Phonestrap
- 2008 — Ring Road
- 2009 — Downpipe [Mark Knight & D. Ramirez vs. Underworld]
- 2009 — Techgirl [Toni Toolz vs. Underworld]
- 2010 — Always Loved A Film